# Archaeotherium
Archaeotherium (αρχαιοθήριον - "drevna zvijer") je izumrli rod entelodonata koji je tokom eocena i oligocena (prije 38-24,8 milijuna godina; što znači da su postojali 30,8 do 24,8 milijuna godina) bio endemičan za Sjevernu Ameriku. Archaeotherium je u ramenima imao visinu od oko 1,2 m, bio je dug oko 2 m, a težio oko 270 kg.
Iako je fizički ličio na svinje, Archaeotherium je, zajedno sa svim entelodontima, bio u bližem srodstvu s antrakoterima, vodenim konjima i kitovima. Materijal iz Wyoming Dinosaur Centera ukazuju na to da je Archaeotherium, kao i današnji mesojedi, skrivao višak hrane za vremena kada je lov postojao manje uspješan; to su uglavnom ostaci  Teleocerasa.

## Taksonomija
Archaeotheriumu je naziv dao Leidy (1850.). Tipična vrsta je Archaeotherium mortoni. Subjektivno je sinonimiziran s rodom Entelodon (Joseph Leidy, 1853.), koji je također subjektivno sinonimiziran s rodom Elotherium (Leidy, 1857.). Leidy (1850.), Peterson (1909.), Scott (1940.), Galbreath (1953.), Russell (1980.), Carroll (1988.) i Effinger (1998.) su ga priključili porodici Entelodontidae.

## Morfologija
Za života je Archaeotherium vjerojatno ličio na velikog pekarija s očnjacima i kvrgama sa strane glave. Imao je visoka ramena, pretpostavlja se za podržavanje njegove teške glave. Imao je sićušan mozak, ali relativno velik bulbus olfactorius, što znači da je imao odličan njuh.
Najveća (i tipična) vrsta, A. mortoni, bila je agresivan grabežljivac veličine krave, visine do 2 metra. Pronađene su čeljusti nosoroga i kosti drugih sisara koje su na sebi imale tragove ugriza koji odgovaraju očnjacima vrste A. mortoni. Očuvani tragovi u Geološkom parku Toadstool pokazuju da se tuda kretao Subhyracodon, te se naglo zaustavio i potrčao vidjevši Archaeotheriuma, koji je potom krenuo za njim. Smatra se da je za lošijih vremena Archaeotherium iskopavao korijenje i gomolj i hranio se njima, slično kao i drugi sisari koji liče na svinje.

### Težina
M. Mendoza, C. M. Janis i P. Palmqvist su istražili jedan primjerak i procijenili da je imao težinu od 1091,8 kg. Drugi primjerak koji su istražili imao je težinu od 129,1 kg.

## Vrste
Sljedeće vrste spadaju u rod Archaeotherium:
- Archaeotherium altidens - sinonim: Archaeotherium scotti
- Archaeotherium coarctatum - sinonim: Elotherium arctatum
- Archaeotherium lemleyi
- Archaeotherium marshi - sinonim: Archaeotherium wanlessi
- Archaeotherium minimus
- Archaeotherium mortoni (tipična) - sinonimi: Archaeotherium robustum, Arctodon vetustum, Elotherium clavum, Elotherium crassum, Rhinoceros americanus
- Archaeotherium palustris
- Archaeotherium potens
- Archaeotherium ramosus - sinonim: Elotherium bathrodon
- Archaeotherium trippensis
- Eotherium abeli